# Boadilla de Rioseco
Boadilla de Rioseco település Spanyolországban, Palencia tartományban. Boadilla de Rioseco Villacidaler, Fontihoyuelo, Herrín de Campos, Villalón de Campos, Guaza de Campos és Cisneros községekkel határos. Lakosainak száma 101 fő (2024).

## Népesség
A település népessége az elmúlt években az alábbi módon változott:
| Lakosok száma | 183  | 158  | 143  | 133  | 129  | 123  | 117  | 107  | 111  | 101  |
|               | 2001 | 2004 | 2007 | 2009 | 2012 | 2014 | 2017 | 2019 | 2022 | 2024 |